# جيرهارد هيلدبراند
جيرهارد هيلدبراند (بالألمانية: Gerhard Hildebrand)‏ هو صحفي وسياسي ألماني، ولد في 1877، وتوفي في 2000. حزبياً، نشط في الحزب الديمقراطي الاجتماعي الألماني.